# Anna Gustavsdotter Wasa

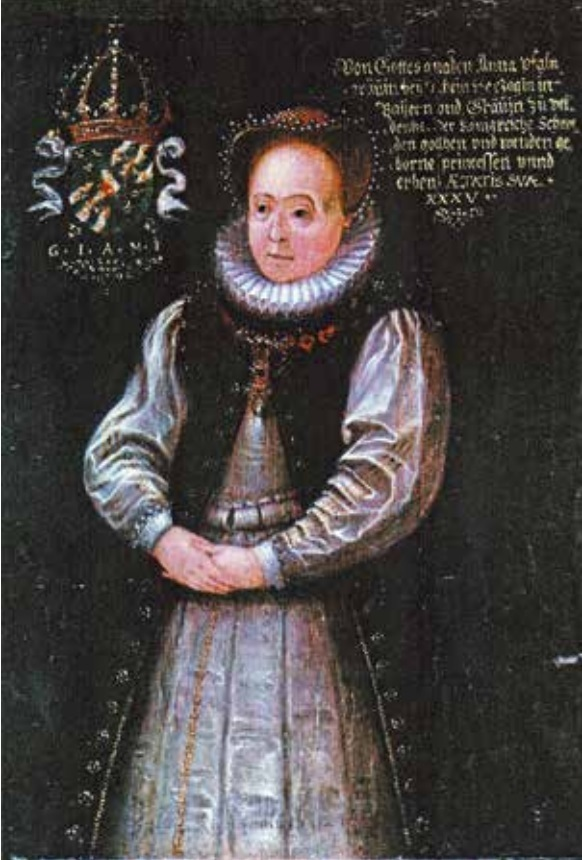
Anna von Schweden, 1580

Anna Gustavsdotter Wasa, auch Anna Maria genannt, (Schwedisch: Anna Gustavsdotter Vasa; * 19. Juni 1545; † 20. März 1610) war eine Prinzessin von Schweden und durch Heirat Pfalzgräfin von Pfalz-Veldenz.

## Leben
Anna war eine Tochter des schwedischen Königs Gustav I. Wasa aus dessen zweiter Ehe mit Margareta Eriksdotter Leijonhufvud. Über ihre Kindheit ist nur sehr wenig bekannt. Während ihrer frühen Kindheit wurde sie, wie auch ihre Geschwister, hauptsächlich von der Vertrauten ihrer Mutter, Brigitta Lars Anderssons, der Cousine ihrer Mutter, Margareta, und der adligen Witwe Ingrid Amundsdotter betreut. Nach dem Tod ihrer Mutter im Jahr 1551 kamen sie und ihre Geschwister in die Obhut von Christina Gyllenstierna und ihrer Tanten Brita und Märta Leijonhufvud, bevor ihr Vater sich 1552 mit Katharina Stenbock verheiratete. Ab diesem Zeitpunkt unterstanden sie der Verantwortung ihrer Stiefmutter und deren erster Hofdame Anna Hogenskild. Wie auch ihre Schwestern erhielt sie eine sorgfältige Erziehung und wurde in Fremdsprachen, insbesondere in der deutschen Sprache, unterrichtet.
Im Jahr 1556 wurden ihr und ihren Schwestern jeweils eine Mitgift von 100.000 Talern zugestanden. Außerdem wurden ihre Porträts sowie Gedichte des Hofdichters Henricus Mollerus in lateinischer Sprache, die ihre guten Eigenschaften priesen, in Auftrag gegeben, und sie wurden auf dem dynastischen Heiratsmarkt eingeführt. Von diesem Zeitpunkt an wurden mehrere dynastische Ehen diskutiert, unter anderem wurde Annas Porträt an Edzard II. von Ostfriesland geschickt, der sich dann aber für ihre ältere Schwester Katharina entschied. 1559 wurde eine Ehe zwischen Anna und Ludwig VI., Kurfürst von der Pfalz, oder Poppo XII. von Henneberg vorgeschlagen. Nach dem Skandal um Annas ältere Schwester Cäcilie im gleichen Jahr entschied sich Cäcilies wichtigster Freier Georg Johann I., Pfalzgraf von Veldenz, dafür, stattdessen Anna den Hof zu machen. Die Ehe war für beide Parteien von Vorteil: Georg Johann verschaffte sie die benötigten finanziellen Mittel (Annas Mitgift von 100.000 Talern war höher als die der meisten deutschen Prinzessinnen, die meist nicht mehr als 28.000 hatten), und das schwedische Königshaus gewann wertvolle Kontakte, da Georg Johann, obwohl selbst ein eher unbedeutender Herrscher, mit den meisten deutschen Fürstenhäusern verwandt war. Die Hochzeit Annas mit Georg Johann fand am 20. Dezember 1562 im Stockholmer Königsschloss statt.
Anna und Georg Johann blieben nach der Hochzeit noch einige Zeit in Schweden, um ihre große Mitgift zu sammeln. 1563 sandten die drei Prinzessinnen Cäcilie, Anna und Sophia wegen der Inhaftierung ihres Bruders Johanns einen Protestbrief an ihren Halbbruder König Erik XIV., worauf dieser sehr ablehnend reagierte. Das Paar verließ Schweden schließlich im Juli 1563 in Richtung Deutschland und ließ sich in Schloss Lauterecken nieder.

### Pfalzgräfin
Annas Ehe mit Georg Johann wird als glücklich beschrieben. Anna fungierte Berichten zufolge als Beraterin ihres Ehemanns und versuchte, ihren Einfluss geltend zu machen, um seine zahlreichen abenteuerlichen und kostspieligen Projekte einzudämmen. Als ihr Bruder Karl während seiner Deutschlandreise im Jahr 1577 von ihrem gemeinsamen Bruder König Johann III. verdächtigt wurde, sich gegen ihn zu verschwören, fungierte Anna als Vermittlerin. 1578/1579 nahm sie auch an den Heiratsverhandlungen zwischen Karl und Anna Maria von der Pfalz teil.
Georg Johann nutzte Annas großes Vermögen, um ein teures Hofleben und Spekulationen zu finanzieren. Zudem nahm er oft Kredite auf, um andere Kredite zu bezahlen und häufte hierdurch beachtliche Schulden an, die Annas Vermögen und die Wirtschaft des Staates ruinierten. Eine der kostspieligsten Ausgaben war die Gründung der Stadt Pfalzburg (1570) im Nordelsass, in deren Nähe ihr Hof oft im Schloss La Petite-Pierre (Lützelstein) residierte. 1579 war Annas Mitgift offenbar komplett aufgebraucht, da sie und ihr Gatte es sich nicht leisten konnten, standesgemäß an der Hochzeit ihres Bruders Karl mit Anna Maria von der Pfalz beizuwohnen.
Anna wurde von Georg Johann oft als Vermittlerin in seinen geschäftlichen Angelegenheiten eingesetzt: 1588 erhielt sie von ihm den Auftrag, Karl III., Herzog von Lothringen, davon zu überzeugen, seine Rückkaufsfrist der Stadt Pfalzburg, die er zuvor an Lothringen verpfändet hatte, zu verlängern, damit er Zeit hatte, das Geld für den Rückkauf rechtzeitig zu beschaffen. Anna überredete den Herzog von Lothringen zwar erfolgreich dazu, das Rückkaufsrecht Georg Johanns zu verlängern, 1590 fiel Pfalzburg mit Ablauf der Frist jedoch endgültig an Lothringen.

### Regentschaft und späteres Leben
Als Georg Johann im April 1592 starb, war der Staat bankrott. Allein die Zinsen für die Schulden ihres verstorbenen Mannes überstiegen die gesamten Staatseinnahmen: Georg Johann hinterließ Schulden in Höhe von 300.000 Gulden, und Anna verbrachte den Rest ihres Lebens damit, sie zurückzuzahlen. Um Geld zu sparen, löste Anna den Hof auf und lebte in den Haushalten ihrer Schwager, bis sie sich wieder einen eigenen Haushalt leisten konnte. Auch verhandelte sich mit ihrem Bruder Karl IX. und der Königinwitwe Gunilla Bielke bezüglich des Erhalts schwedischer Gelder, die ihr ihr Bruder Johann III. noch vor seinem Tod zugesagt hatte.
Gleichzeitig befand sich der Staat auch in einer politischen Krise, da Georg Johann seine Territorien unter seinen drei Söhnen aufgeteilt hatte, was zu einem Erbschaftsstreit zwischen den Söhnen führte, die eine Verwaltung des Reiches unmöglich machte. Um den Erbstreit zwischen ihren Söhnen zu lösen, fungierte Anna erneut als Vermittlerin und verwaltete die Gebiete ab 1592 sechs Jahre lang als faktische Regentin, bis der Streit endlich beigelegt und die Ländereien friedlich zwischen den Söhnen aufgeteilt werden konnten.
Ihren Ruhestand nach der Regentschaft verbrachte sie auf ihrem Witwensitz in Lauterecken und auf der Michelsburg. In ihrem Testament bestimmte sie eine große Summe für eine Stiftung, deren Erträge jährlich unter den Armen aufgeteilt werden sollten.
Anna wurde als treu und pflichtbewusst, mitfühlend und versöhnlich, aber auch entschlossen beschrieben. Sie löste den Erbstreit zwischen ihren Söhnen, indem sie sich auf ihre Autorität als Mutter berief. Sie war in Veldenz beliebt und respektiert, wo sie liebevoll „Mutter Anna“ genannt wurde.

## Nachkommen
Aus ihrer Ehe mit Georg Johann I. von Pfalz-Veldenz gingen folgende Kinder hervor:
- Georg Gustav (1564–1634), Pfalzgraf von Veldenz

⚭ 1. 1586 Prinzessin Elisabeth von Württemberg (1548–1591)
⚭ 2. 1601 Pfalzgräfin Maria Elisabeth von Zweibrücken (1581–1637)
- Anna Margarete (*/† 1565)
- Anna Margarete (1571–1621)

⚭ 1589 Herzog Reichard von Pfalz-Simmern (1521–1598)
- Ursula (1572–1635)

⚭ 1585 Herzog Ludwig von Württemberg (1554–1593)
- Johanna Elisabeth (1573–1601)
- Johann August (1575–1611), Pfalzgraf von Lützelstein

⚭ 1599 Prinzessin Anna Elisabeth von der Pfalz (1549–1609)
- Ludwig Philipp (1577–1601), Pfalzgraf von Guttenberg
- Marie Anna (*/† 1579)
- Katharina Ursula (1582–1595)
- Georg Johann II. (1586–1654), Pfalzgraf von Guttenberg und Lützelstein

⚭ 1613 Pfalzgräfin Susanne von Sulzbach (1591–1667)